# Paul Hermann Wilhelm Taubert
Paul Hermann Wilhelm Taubert, född den 12 augusti 1862 i Berlin, död den 1 januari 1897 i Manaus, var en tysk botaniker.
Han studerade botanik i Berlin som elev till Ignatz Urban, under studietiden samlade han 1897 växter i Cyrenaika. Mellan 1889 och 1895 arbetade Taubert vid Botanischer Garten Berlin. Därefter deltog han i en botanisk expedition till Brasilien, där han utförde botaniska undersökningar i delstaterna Pernambuco, Ceará, Piauí, Maranhão och Amazonas.
1893 uppkallade Karl Moritz Schumann växtsläktet Taubertia efter Taubert.
Auktorsnamnet Taub. kan användas för Paul Hermann Wilhelm Taubert i samband med ett vetenskapligt namn inom botaniken; se Wikipediaartiklar som länkar till auktorsnamnet.